# Вариссуо
Ва́риссуо (фин. Varissuo, швед. Kråkkärret) — один из районов города Турку, входящий в округ Вариссуо-Лаусте.

## Географическое положение
Район расположен в 6 км к востоку от центральной части Турку, гранича с районами Ваала и Лаусте, а также с муниципалитетом Каарина.

## Транспорт
Район соединён регулярным автобусным сообщением с центром города — «Торговая площадь» и маршрутами автобусов № 12 — с Хяркямяки, № 32 — с Пансио, № 42 — с Перно.

## Население
В 2004 году население района составляло 9000 человек, из которых дети моложе 15 лет составляли 15,72 %, а старше 65 лет — 12,56 %. Финским языком в качестве родного владели 74,33 %, шведским — 1,82 %, а другими языками — 23,86 % населения района. 32 % населения района составляли выходцы из других стран — русские, сомалийцы и др.